# Přestavlky (kraj pilzneński)
Přestavlky – gmina w Czechach, w powiecie Pilzno Południe, w kraju pilzneńskim. Według danych z dnia 1 stycznia 2014 liczyła 225 mieszkańców.